# Антъни Мингела
Антъни Мингела, CBE (на английски: Anthony Minghella) е английски кинорежисьор, продуцент, сценарист и драматург. 

## Биография
Роден на 6 януари 1954 г. в семейство от италиано-шотландски произход. Завършва университета в Северен Йоркшир, където по-късно става професор, но внезапно изоставя докторантурата си. Пише музика и пиеси. През 1984 година Мингела печели престижната награда на лондонските театрални критици за най-обещаващ драматург, а 1986 за най-добра драма – „Направено в Банкок“ („Made in Bangkok“). До началото на 90-те снима основно за телевизията. Дебютът му в игралното кино е през 1991 с романтичната драма „Истински, лудо, дълбоко“ („Truly, Madly, Deeply“). Следва комедията „Господин Чудесен“ („Mr. Wonderful“) от 1995 с Мат Дилън и Анабела Шиора.
Големият успех при Мингела идва с „Английският пациент“ (1996) – адаптация по романа на Майкъл Ондатджи, която го поставя в списъка на най-добрите съвременни режисьори. Лентата получава 9 награди Оскар (включително за най-добър филм, режисура и за най-добра поддържаща женска роля на Жулиет Бинош). Филмът е награден със „Златен глобус“ – за режисура, и отличен като „Най-добър филм“ от Британската академия за филмово и театрално изкуство. Следващата литературна екранизация на Мингела е „Талантливият мистър Рипли“ с Мат Деймън, Гуинет Полтроу и Джъд Лоу. Филмът пресъздава болезнено перверзния, балансиращ по ръба на раздвоението и екзистенциалната параноя свят на Патриша Хайсмит. Следващият му експеримент е „Играта“ по Бекет, с Кристин Скот Томас, Алън Рикман и Жулиет Стивънсън. Епичната драма „Студена планина“ е много амбициозен проект на Мингела, този път по романа на Чарлз Фрейзър. Кастингът е – Никол Кидман, Джъд Лоу, Рене Зелуегър, Сеймор Хофман, Натали Портман, Джовани Рибизи, Брендън Глийсън, Доналд Съдърланд – и има 7 номинации за Оскар. Филмът получава и „Златен глобус“ – за поддържаща роля на Зелуегър. Последният игрален филм на режисьора е „Взлом“ с Джъд Лоу, Жулиет Бинош, Робин Райт Пен и Рей Уинстоун.
Почива на 18 март 2008 г., в Лондон, на 54-годишна възраст, от мозъчен инсулт.

## Филмография
| година | филм                         | оригинално заглавие     | бележки |
| ------ | ---------------------------- | ----------------------- | ------- |
| 1978   |                              | Grange Hill             |         |
| 1985   |                              | What If Its Raining     |         |
| 1986   |                              | Boon                    |         |
| 1987   |                              | The Storyteller         |         |
| 1987   |                              | Inspector Morse         |         |
| 1989   |                              | Living with Dinosaurs   |         |
| 1991   | Истински, дълбоко, до полуда | Truly Madly Deeply      |         |
| 1995   | Господин Чудесен             |                         |         |
| 1996   | Английският пациент          | The English Patient     |         |
| 1999   | Талантливият мистър Рипли    | The Talented Mr. Ripley |         |
| 2003   | Студена планина              | Cold Mountain           |         |
| 2004   |                              | Assumption, The         |         |
| 2006   | Взлом                        | Breaking and Entering   |         |